# Fiú gyeplabdatorna a 2010. évi nyári ifjúsági olimpiai játékokon
A 2010. évi nyári ifjúsági olimpiai játékokon a fiú gyeplabdatornát augusztus 17. és 25. között rendezték. A tornán 6 nemzet csapata vett részt.

## Lebonyolítás
A 6 résztvevő egy hatos csoportot alkotott, ahol körmérkőzések döntötték el a csoport végeredményét. A csoportkör első két helyezettje játszotta a döntőt, a harmadik és negyedik helyezettje a 3. helyért mérkőzhetett. Az ötödik és hatodik helyezettek az 5. helyért játszhattak.

## Csoportkör
| Színmagyarázat                                                           |
| ------------------------------------------------------------------------ |
| A csoportkör első két helyezettje bejutott a döntőbe.                    |
| A csoportkör harmadik és negyedik helyezettjei a 3. helyért játszhattak. |
| A csoportkör ötödik és hatodik helyezettjei az 5. helyért játszhattak.   |

| Csapat     | M | Gy | D | V | G+ | G– | Gk  | P  |
| ---------- | - | -- | - | - | -- | -- | --- | -- |
| Ausztrália | 5 | 5  | 0 | 0 | 36 | 6  | +30 | 15 |
| Pakisztán  | 5 | 4  | 0 | 1 | 30 | 12 | +18 | 12 |
| Belgium    | 5 | 3  | 0 | 2 | 27 | 13 | +14 | 9  |
| Ghána      | 5 | 2  | 0 | 3 | 12 | 24 | −12 | 6  |
| Chile      | 5 | 1  | 0 | 4 | 6  | 38 | −32 | 3  |
| Szingapúr  | 5 | 0  | 0 | 5 | 5  | 23 | −18 | 0  |

| 2010. augusztus 17. 16:00 | Pakisztán (PAK)                                        | 6 – 3               | Ghána                               | Játékvezetők: Lim Hong Zhen (SIN) Mikael Mattsson (SWE) |
| 2010. augusztus 17. 16:00 | Zubair 6' · Shah 14' · Qadir 21' 49' 63' · Suleman 60' | (3 – 2) Jegyzőkönyv | Anum 19' · Ntiamoah 35' · Afari 58' | Játékvezetők: Lim Hong Zhen (SIN) Mikael Mattsson (SWE) |

| 2010. augusztus 17. 18:00 | Belgium (BEL)                                                                                    | 9 – 0               | Chile | Játékvezetők: David Tomlinson (NZL) Aziz Adimah (GHA) |
| 2010. augusztus 17. 18:00 | Devreker 2' 47' 69' · Cuvelier 6' 28' · Hendrickx 34' · de Kerpel 54' · Cobbaert 56' · Perez 57' | (4 – 0) Jegyzőkönyv |       | Játékvezetők: David Tomlinson (NZL) Aziz Adimah (GHA) |

| 2010. augusztus 17. 20:30 | Szingapúr (SIN) | 1 – 8   | Ausztrália                                                                                 | Játékvezetők: Fernando Gomez (ARG) David Sweetman (GBR) |
| 2010. augusztus 17. 20:30 | Salim 65'       | (0 – 5) | Wookey 8' 30' 32' · Beale 21' · Mathiesen 29' · Farrel 37' · Willott 41' · Wotherspoon 60' | Játékvezetők: Fernando Gomez (ARG) David Sweetman (GBR) |

| 2010. augusztus 18. 16:30 | Pakisztán (PAK)                                                                                             | 15 – 1              | Chile      | Játékvezetők: Muhammad Faisal Buin Hussin (SIN) Mikael Mattsson (SWE) |
| 2010. augusztus 18. 16:30 | Shah 8' 55' 58' · Umair 17' 44' · Zubair 21' · Suleman 25' 28' 39' 46' 47' · Rizwan 44' · Qadir 49' 64' 67' | (5 – 0) Jegyzőkönyv | Martin 65' | Játékvezetők: Muhammad Faisal Buin Hussin (SIN) Mikael Mattsson (SWE) |

| 2010. augusztus 18. 18:30 | Ausztrália (AUS)                                                                   | 8 – 0               | Ghána | Játékvezetők: Anwaar Chaudhry Hussain (PAK) Grant Hundley (USA) |
| 2010. augusztus 18. 18:30 | Beale 1' 48' · Willott 14' · Wookey 17' 25' · Noblett 20' · Hammond 39' · Edge 46' | (5 – 0) Jegyzőkönyv |       | Játékvezetők: Anwaar Chaudhry Hussain (PAK) Grant Hundley (USA) |

| 2010. augusztus 18. 20:30 | Szingapúr (SIN) | 1 – 7               | Belgium                                                            | Játékvezetők: Fernando Gomez (ARG) Aziz Adimah (GHA) |
| 2010. augusztus 18. 20:30 | Abdul Jalil 42' | (0 – 3) Jegyzőkönyv | Devreker 7' 19' 47' 65' · de Kerpel 23' · Perez 66' · Cuvelier 70' | Játékvezetők: Fernando Gomez (ARG) Aziz Adimah (GHA) |

| 2010. augusztus 20. 16:00 | Ausztrália (AUS)                                                        | 6 – 3               | Belgium                         | Játékvezetők: Lim Hong Zhen (SIN) David Sweetman (GBR) |
| 2010. augusztus 20. 16:00 | Middleton 12' · Hayward 28' · Noblett 58' 67' · Willott 60' · Beale 63' | (2 – 2) Jegyzőkönyv | Hendrickx 16' 44' · van Dam 25' | Játékvezetők: Lim Hong Zhen (SIN) David Sweetman (GBR) |

| 2010. augusztus 20. 18:30 | Chile (CHI)                             | 3 – 4               | Ghána                                             | Játékvezetők: David Tomlinson (NZL) Muhammad Faisal Buin Hussin (SIN) |
| 2010. augusztus 20. 18:30 | Martin 22' · Hamilton 48' · Purcell 63' | (1 – 4) Jegyzőkönyv | Damalie 15' · Darko 21' · Anum 24' · Ntiamoah 35' | Játékvezetők: David Tomlinson (NZL) Muhammad Faisal Buin Hussin (SIN) |

| 2010. augusztus 20. 20:30 | Szingapúr (SIN) | 1 – 4               | Pakisztán                                         | Játékvezetők: Grant Hundley (USA) Aziz Adimah (GHA) |
| 2010. augusztus 20. 20:30 | Salim 26'       | (1 – 1) Jegyzőkönyv | Zubair 32' · Qadir 39' · Suleman 49' · Rizwan 63' | Játékvezetők: Grant Hundley (USA) Aziz Adimah (GHA) |

| 2010. augusztus 21. 16:30 | Ghána (GHA)                             | 3 – 6               | Belgium                                                 | Játékvezetők: Mikael Mattsson (SWE) David Tomlinson (NZL) |
| 2010. augusztus 21. 16:30 | Ntiamoah 28' · Botsio 51' · Kemevor 54' | (1 – 2) Jegyzőkönyv | Hendrickx 16' 31' 44' 69' · Devreker 49' · Rombouts 65' | Játékvezetők: Mikael Mattsson (SWE) David Tomlinson (NZL) |

| 2010. augusztus 21. 18:30 | Pakisztán (PAK)       | 2 – 5               | Ausztrália                                                 | Játékvezetők: Fernando Gomez (ARG) Lim Hong Zhen (SIN) |
| 2010. augusztus 21. 18:30 | Qadir 9' · Rizwan 52' | (1 – 2) Jegyzőkönyv | Middleton 20' 51' · Beale 29' · Mathiesen 42' · Wookey 46' | Játékvezetők: Fernando Gomez (ARG) Lim Hong Zhen (SIN) |

| 2010. augusztus 21. 20:30 | Szingapúr (SIN) | 1 – 2               | Chile                    | Játékvezetők: Muhammad Faisal Buin Hussin (SIN) David Sweetman (GBR) |
| 2010. augusztus 21. 20:30 | Salim 51'       | (0 – 2) Jegyzőkönyv | Mardones 14' · Tapia 32' | Játékvezetők: Muhammad Faisal Buin Hussin (SIN) David Sweetman (GBR) |

| 2010. augusztus 23. 16:00 | Ausztrália (AUS)                                                                 | 9 – 0   | Chile | Játékvezetők: Grant Hundley (USA) Muhammad Faisal Buin Hussin (SIN) |
| 2010. augusztus 23. 16:00 | Beale 6' · Wookey 9' 53' 65' · Ogilvie 10' 27' · Hammond 42' · Middleton 46' 49' | (4 – 0) |       | Játékvezetők: Grant Hundley (USA) Muhammad Faisal Buin Hussin (SIN) |

| 2010. augusztus 23. 18:00 | Belgium (BEL)     | 2 – 3               | Pakisztán                 | Játékvezetők: David Tomlinson (NZL) Fernando Gomez (ARG) |
| 2010. augusztus 23. 18:00 | Hendrickx 29' 47' | (1 – 1) Jegyzőkönyv | Irfan 15' · Qadir 36' 58' | Játékvezetők: David Tomlinson (NZL) Fernando Gomez (ARG) |

| 2010. augusztus 23. 20:00 | Ghána (GHA)            | 2 – 1               | Szingapúr | Játékvezetők: David Tomlinson (NZL) Mikael Mattsson (SWE) |
| 2010. augusztus 23. 20:00 | Kemevor 35' · Anum 44' | (1 – 0) Jegyzőkönyv | Halim 59' | Játékvezetők: David Tomlinson (NZL) Mikael Mattsson (SWE) |

## Helyosztók

### Az 5. helyért
| 2010. augusztus 25. 15:00 | Chile (CHI) | 1 – 6               | Szingapúr                                          | Játékvezetők: Aziz Adimah (GHA) Mikael Mattsson (SWE) |
| 2010. augusztus 25. 15:00 | Martin 13'  | (1 – 1) Jegyzőkönyv | Rizaini 19' · Salim 43' 48' 61' · Zulkepli 53' 69' | Játékvezetők: Aziz Adimah (GHA) Mikael Mattsson (SWE) |

### A 3. helyért
| 2010. augusztus 25. 17:30 | Belgium (BEL)                                | 4 – 1               | Ghána    | Játékvezetők: David Tomlinson (NZL) Lim Hong Zhen (SIN) |
| 2010. augusztus 25. 17:30 | Hendrickx 25' · Perez 31' 53' · Rombouts 48' | (2 – 1) Jegyzőkönyv | Anum 17' | Játékvezetők: David Tomlinson (NZL) Lim Hong Zhen (SIN) |

### Döntő
| 2010. augusztus 25. 20:00 | Ausztrália (AUS)              | 2 – 1               | Pakisztán | Játékvezetők: Fernando Gomez (ARG) David Sweetman (GBR) |
| 2010. augusztus 25. 20:00 | Wotherspoon 49' · Noblett 67' | (0 – 1) Jegyzőkönyv | Umair 10' | Játékvezetők: Fernando Gomez (ARG) David Sweetman (GBR) |

| A 2010. évi nyári ifjúsági olimpiai játékok fiú gyeplabdatornájának olimpiai bajnoka |
| · AUSZTRÁLIA · 1. cím                                                                |
| ------------------------------------------------------------------------------------ |

## Végeredmény
| Helyezés | Csapat           | M | Gy | D | V | G+ | G– | Gk  | P  |
| -------- | ---------------- | - | -- | - | - | -- | -- | --- | -- |
| Arany    | Ausztrália (AUS) | 6 | 6  | 0 | 0 | 38 | 7  | +31 | 18 |
| Ezüst    | Pakisztán (PAK)  | 6 | 4  | 0 | 2 | 31 | 14 | +17 | 12 |
| Bronz    | Belgium (BEL)    | 6 | 4  | 0 | 2 | 31 | 14 | +17 | 12 |
| 4.       | Ghána (GHA)      | 6 | 2  | 0 | 4 | 13 | 28 | –15 | 6  |
| 5.       | Szingapúr (SIN)  | 6 | 1  | 0 | 5 | 11 | 24 | –13 | 3  |
| 6.       | Chile (CHI)      | 6 | 1  | 0 | 5 | 7  | 44 | –37 | 3  |